# Nagyderzsida község
Nagyderzsida község (románul: Comuna Bobota) község Szilágy megyében, Romániában. Központja Nagyderzsida, beosztott falvai Kisderzsida, Zálnok.

## Népessége
A 2011-es népszámlálás adatai alapján a község népessége 3766 fő volt.